# 哈赫尔比希
哈赫尔比希（德語：Hachelbich，發音：[ˈhaxl̩bɪç]）是德国图林根州基夫霍伊瑟县曾经的一个市镇，面积23.68平方千米，人口为人。2012年12月31日，哈赫尔比希与另外7个市镇合并为新市镇基夫霍伊瑟兰。